# Astragalus behboudii
Astragalus behboudii är en ärtväxtart som beskrevs av Sirj. och Karl Heinz Rechinger. Astragalus behboudii ingår i släktet vedlar, och familjen ärtväxter. Inga underarter finns listade i Catalogue of Life.